# Ludwig Fabini

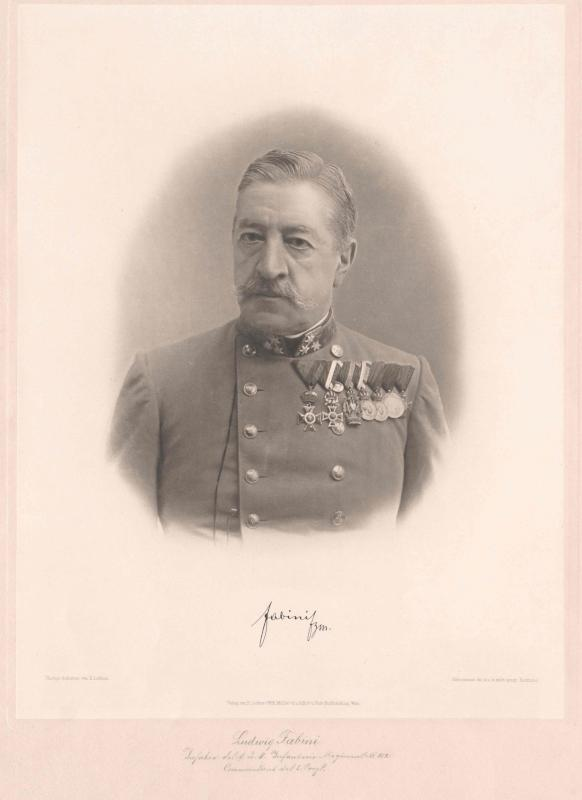
Ludwig Fabini (1830–1906), General

Ludwig Fabini (* 26. August 1830 in Waldhütten (Valchid), Siebenbürgen; † 9. September 1906 in Igls) war ein österreichischer General (Feldzeugmeister).

## Leben
Ludwig Fabini stammte aus einer Familie, die sich in Siebenbürgen niedergelassen hatte. Er trat 1848 als Freiwilliger in die Armee ein, diente mehrere Jahre im 5. Bataillon der Feldjäger in Uherský Brod, wo er zum Leutnant und Oberleutnant befördert wurde. Er nahm 1859 am Krieg mit Sardinien  und 1866 am Österreichisch-Preußischen Krieg teil. Als Stabsoffizier diente er beim Tiroler Landeskommando in Innsbruck und war anschließend Stabschef der 35. Infanteriedivision in Klausenburg. 1875 wurde er zum Major befördert und diente dann direkt im Generalstab. 1877 Oberstleutnant, wurde er von Feldzeugmeister Joseph Philippovich von Philippsberg mit der Durchführung der Vorarbeiten für das Okkupationskorps für Bosnien betraut. 1887 Generalmajor und Kommandant der 17. Infanteriebrigade, wurde er 1891 zum Feldmarschalleutnant und Kommandant der 11. Truppendivision in Lemberg befördert, 1897 wurde er Kommandant des 6. Korps und Kommandierender General in Kaschau, Geheimer Rat sowie Inhaber des 102. Infanterieregiments, 1898 Feldzeugmeister. Ab 1899 war er Korpskommandant und Kommandierender General in Prag. Er lehnte 1901 eine Berufung zum Kriegsminister ab. 1904 wurde er pensioniert. Er starb am 9. September 1906 in Igls, Tirol.
Er war der Onkel von Ludwig von Fabini (1861–1937), österreichischer General der Infanterie.